# Fußball-Weltmeisterschaft 1950/Gruppe 4
| Pl. | Land     | Sp. | S | U | N | Tore    | Diff. | Punkte |
| --- | -------- | --- | - | - | - | ------- | ----- | ------ |
| 1.  | Uruguay  | 1   | 1 | 0 | 0 | 008:000 | +8    | 02:0   |
| 2.  | Bolivien | 1   | 0 | 0 | 1 | 000:800 | −8    | 0:20   |

Dieser Artikel behandelt die Gruppe 4 der Fußball-Weltmeisterschaft 1950. Der Gruppensieger Uruguay qualifizierte sich für die Finalrunde der WM. Nachdem weitere Mannschaften auf eine Teilnahme verzichtet hatten, fand nur ein Spiel in der Gruppe statt: Die Türkei und Schottland hatten bereits vor dem Wettbewerb von der WM zurückgezogen und auch die Ersatzkandidaten Frankreich und Portugal verzichteten.

## Uruguay – Bolivien 8:0 (4:0)
| Uruguay                                                | Uruguay | Bolivien | Bolivien |
| ------------------------------------------------------ | --- | --- | -------- |
| Uruguay                                                | \| 2. Juli 1950 in Belo Horizonte (Estádio Independência) \| \| Zuschauer: 5.284 \| \| Schiedsrichter: George Reader ( England) \| \| Spielbericht \|                                                                            | \| 2. Juli 1950 in Belo Horizonte (Estádio Independência) \| \| Zuschauer: 5.284 \| \| Schiedsrichter: George Reader ( England) \| \| Spielbericht \|                                                                        | Bolivien |
| Uruguay                                                | Roque Máspoli, Alcides Ghiggia, Ernesto Vidal, Matías González, Eusebio Tejera, Juan Carlos González, Obdulio Jacinto Varela , Víctor Rodríguez Andrade, Julio Pérez, Omar Oscar Míguez, Juan Schiaffino Cheftrainer: Juan López | Eduardo Gutiérrez, Alberto Achá, Antonio Greco, Antonio Valencia, Benigno Gutiérrez, Benjamín Maldonado, José Bustamante , Leonardo Ferrel, Roberto Capparelli, Celestino Algarañaz, Víctor Ugarte Cheftrainer: Mario Pretto | Bolivien |
| Uruguay                                                | 1:0 Miguez (14.) 2:0 Ernesto Vidal (18.) 3:0 Schiaffino (23.) 4:0 Miguez (40.) 5:0 Miguez (51.) 6:0 Schiaffino (54.) 7:0 Pérez (83.) 8:0 Ghiggia (87.)                                                                           | | Bolivien |
| 2. Juli 1950 in Belo Horizonte (Estádio Independência) | | |          |
| Zuschauer: 5.284                                       | | |          |
| Schiedsrichter: George Reader ( England)               | | |          |
| Spielbericht                                           | | |          |